# Boucle du Niger

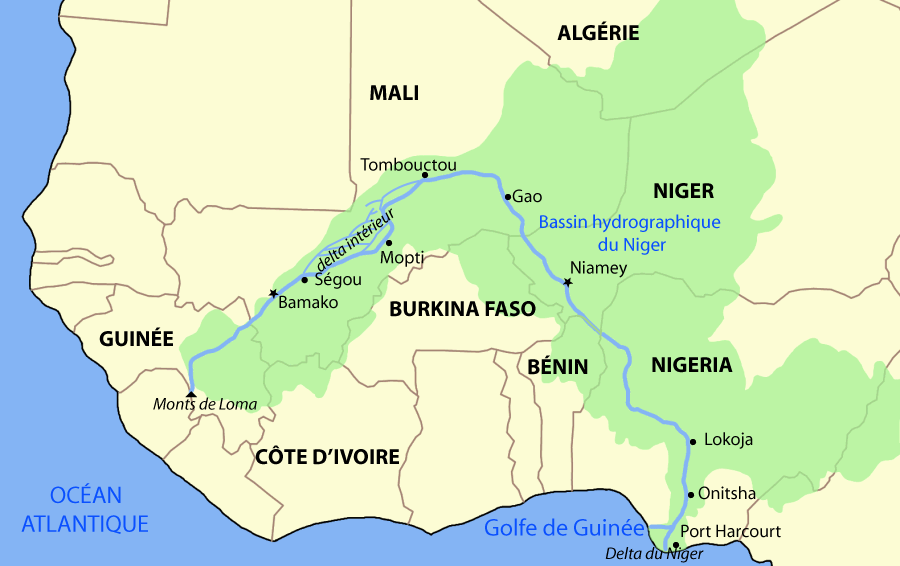
La boucle du Niger sur une carte contemporaine.

La boucle du Niger est l'ensemble des régions situées au Sud du fleuve Niger. 
Selon le capitaine Paul Voulet, qui explora la région à la fin du XIXe siècle, il s'agit de « cette vaste région de l'Afrique occidentale que l'océan baigne au sud et que le grand fleuve limite presque partout ailleurs. Au-delà du fleuve, vers le nord, sont les steppes sahariennes souvent désertiques ; à l'intérieur de l'immense boucle, au contraire, les régions fertiles, arrosées par des cours d'eau nombreux et les pluies équatoriales, et où la nature plus clémente s'est plu à rendre plus facile et plus douce l'existence des hommes »,.
Les régions les plus septentrionales de la boucle se trouvent au Mali entre les villes de Tombouctou et de Gao. 

## La «question de la boucle du Niger»

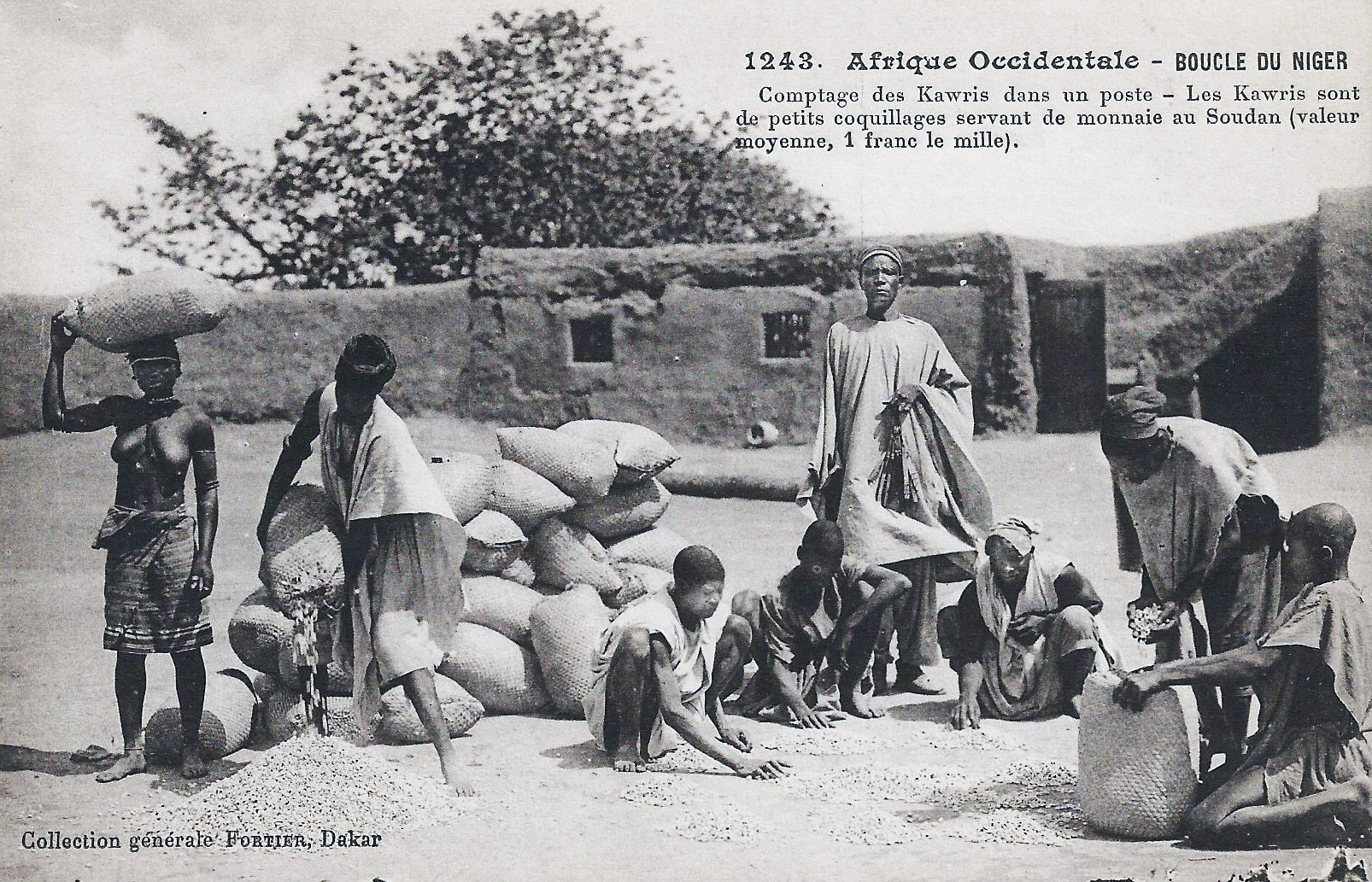
Comptage des kawris dans un poste de la boucle du Niger (phot. Fortier, vers 1905).

La « question de la boucle du Niger » désigne les litiges et négociations entre la France et l'Angleterre, et dans une moindre mesure avec l'Allemagne, pour la prise de contrôle de ce territoire.
Une série d'explorations, de conquêtes et de traités internationaux établissent progressivement de 1890 à 1904 les frontières entre ce qui deviendra l'Afrique-Occidentale française et les colonies britanniques de Côte-de-l'Or (Ghana actuel) et Niger (Royal Niger Company, Nigeria actuel), ainsi que la possession allemande du Togo.